# Aurica Rotaru
Aurica Rotaru, eller Aurelia Rotaru (Ryska: Аурелия Михайловна Ротару; Aurelia Michajlovna Rotaru), född 22 oktober 1958 i Marsjyntsi i Sovjetunionen, är en ukrainsk-moldavisk sångerska. Aurica Rotaru är en populär sångerska i Ukraina, och tillika syster till Sofia Rotaru.

## Biografi
Aurica Rotaru föddes 1958 i byn Marshintskij Novoselitsk i Tjernivtsi oblast. 1980 utexaminerade hon från Tjernivtsis musikgymnasium, med inriktning som dirigent/körledare. 1985 tog hon examen vid Odessas pedagogiska institut. Två år senare gifte sig Rotaru och samma år födde hon en dotter. 
 1997 fick hon titeln som "Ärad Artist i Ukraina". 

## Diskografi
* Översättning inom parentes
- 2006 - "Счастье — свободная птица", JRC - (Albumet "Lycka - Fri Fågel")
- 2003 - "Не живу не любя" - (Låtsamling - "Kan Inte Leva Utan Kärlek")
- 2000 - "День за днем" - (Låtsamling - "Dag Efter Dag")
- 1998 - "Я не могу без тебя" - (Albumet "Jag Kan Inte Utan Dig")
- 1995 - "Примэвара" - (Låtsamling)
- 1994 - "стрелецких песен" - (Albumet "Musketörlåtar")